# Henry Howard (13e duc de Norfolk)
Pour les articles homonymes, voir Henry Howard et Howard.
Henry Charles Howard, 13e duc de Norfolk, (12 août 1791- 18 février 1856), titré comte de Surrey entre 1815 et 1842, est un homme politique britannique whig et pair.

## Biographie
Il est le fils de Bernard Howard (12e duc de Norfolk) et de Lady Elizabeth, fille de Henry Belasyse (2e comte Fauconberg). Il porte le titre de courtoisie de comte de Surrey lorsque son père devient duc de Norfolk en 1815.
Le 4 mai 1829, il est élu à la Chambre des communes pour Horsham. Lorsqu'il prend son siège, il devient le premier catholique à siéger à la Chambre après l'émancipation . Il occupe le siège de Horsham jusqu'en 1832, puis représente le West Sussex entre 1832 et 1841. Il est admis au Conseil privé en 1837 et exerce ses fonctions auprès de Lord Melbourne comme trésorier de la Maison de 1837 à 1841. Au cours de la dernière année, il est convoqué à la Chambre des lords par un décret d'accélération du titre secondaire de baron Maltravers de son père, et exerce brièvement les fonctions de capitaine des Yeomen of the Guard de Melbourne août 1841. L'année suivante, il succède à son père dans le duché de Norfolk .
Lorsque les Whigs reprennent le pouvoir sous Lord John Russell en 1846, il est nommé maître du cheval, poste qu'il occupe jusqu'à la chute du gouvernement en 1852. Il sert plus tard de Lord-intendant sous Lord Aberdeen dans le gouvernement de coalition entre 1853 et 1854. Il est investi comme chevalier de la jarretière en 1848.
En 1854, il accepte de louer des terrains au Sheffield Cricket Club, près de Bramall Lane, pour une période de quatre-vingt-dix-neuf ans, site qui abrite maintenant Sheffield United.

## Famille
Il épouse lady Charlotte Sophia Leveson-Gower, fille de George Leveson-Gower (1er duc de Sutherland), en 1814. Ils ont cinq enfants :
- Henry Fitzalan-Howard (14e duc de Norfolk) (1815 - 1860) ;
- Edward Fitzalan-Howard (1er baron Howard de Glossop) (1818 - 1883) ;
- Mary Charlotte Howard (1822 – 1897), mariée à Thomas Foley (4e baron Foley) ;
- Bernard Lord Thomas Howard-Fitzalan (1825 - 1846) ;
- Adeliza Matilda Fitzalan-Howard (1829 - 1904), épouse en 1855 son cousin germain, George Manners.

Il meurt en février 1856 à l'âge de 64 ans. Son fils aîné, Henry, lui succède. La duchesse de Norfolk est décédée en juillet 1870.